# Вікіпедія мовою тетум
Вікіпедія мовою тетум (тетум Wikipédia) — розділ Вікіпедії мовою тетум. Створена у 2006 році. Вікіпедія мовою тетум станом на 19 серпня 2025 року містить 1381 статтю, 10 775 зареєстрованих користувачів, 13 активних дописувачів, 2 адміністраторів
. Загальна кількість сторінок у Вікіпедії мовою тетум — 3952, редагувань — 69 549, мультимедійні файли відсутні
. Глибина (рівень розвитку мовного розділу) Вікіпедії мовою тетум середня і становить 61 пункт
. 

## Історія
- Травень 2006 — створена 100-та стаття[3].
- Квітень 2015 — створена 1 000-на стаття[3].